# Viganò
Pour les articles homonymes, voir Viganò (homonymie).
Viganò est une commune italienne de la province de Lecco, en Lombardie.

## Administration
| Période                                  | Période | Identité | Étiquette | Qualité |
| ---------------------------------------- | ------- | -------- | --------- | ------- |
|                                          |         |          |           |         |
| Les données manquantes sont à compléter. |         |          |           |         |

### Communes limitrophes
Barzanò, Missaglia, Monticello Brianza, Sirtori.